# 델몬트 푸즈
델몬트 푸즈(Del Monte Foods)는 캘리포니아 샌프란시스코에 본사를 둔 미국의 식품업계 기업으로 1886년 설립되었다. 2009년 기준으로 소매 시장에서 약 360만 달러 매출을 냈다. 델몬트는 델몬트, S&W, 콘타디나, College Inn, 야용 믹스, 키비슨 비츠, 9Lives, 밀크봉, 펍페로니, 미티 본, 소시지, 포네스 등 미국의 식품 브랜드 10개 중 8개를 만들어 냈다. 1982년 12월, 롯데칠성음료와 주스 생산 및 판매 기술 제휴에 대한 독점 계약을 체결하기도 하였다. 애완용 사료 판매 기업이기도 하다.

## 역사
1870년대와 1880년대에 캘리포니아는 과일과 채소의 주요 생산지가 되었다. 호텔델몬트(Hotel Del Monte)는 지금의 페블비치골프링크스(Pebble Beach Golf Links)를 최초로 건설한 몬테레이 반도의 유명한 리조트 호텔이었다. 1880년대에 캘리포니아 오클랜드의 한 식품 유통업체는 호텔을 위해 준비된 고급 커피 블렌드를 판매하기 위해 델몬트(Del Monte)라는 이름을 사용했다. 1892년까지 회사는 사업을 확장하고 새로운 복숭아 통조림 라인의 브랜드 이름으로 델몬트를 선택했다. 1898년에 캘리포니아 과일 통조림 협회(CFCA)는 18개의 서부 해안 통조림 회사가 합병하여 설립되었다. 델몬트 브랜드는 새 회사에서 판매하는 여러 브랜드 중 하나였다. 1909년에 델 몬트 실드(Del Monte Shield)를 선보였다.
1916년 조지 뉴웰 암스비(George Newell Armsby)의 지도하에 CFCA는 알래스카 패커스 어소시에이션(Alaska Packers Association), 센트럴 캘리포니아 캐너리스(Central California Canneries), 2개의 통조림 공장 및 식품 중개 회사인 그리핀 앤드 스켈리(Griffin & Skelley)를 추가하여 Calpak(California Packing Corporation)으로 통합하고 아래에서 제품을 판매하기 시작했다. (델몬트 및 선키스트 브랜드) 이 새로운 회사는 성장하여 워싱턴, 오레곤, 아이다호, 유타 및 알래스카에서 60개 이상의 통조림 공장을 운영했다. 1917년에는 하와이의 파인애플 농장과 통조림 공장을 인수했고, 1920년대에는 플로리다와 중서부, 필리핀에 통조림 공장을 추가했다. 2차 세계대전 이후에는 해외에서 더 많은 시설을 건설하거나 구매했다. 이러한 다국적 사업은 California Packing Corporation이라는 이름을 쓸모없게 만들었고 1967년 6월에 이 회사는 주요 브랜드의 이름을 채택하여 델몬트 코퍼레이션(Del Monte Corporation)이 되었다.
1972년 델몬트는 모든 식품에 자발적으로 영양 표시를 채택한 미국의 주요 식품 가공업체가 되었다. 이 혁신은 전국적으로 헤드라인을 장식하고 소비자 교육의 돌파구로 정부 관리들로부터 갈채를 받았다.
델몬트는 R.J. 1979년 레이놀즈 인더스트리즈(Reynolds Industries, Inc., 이후 RJR Nabisco, Inc.), 1988년 콜버그 크라비스 로버츠(Kohlberg Kravis Roberts)에 인수된 후 RJR 나비스코(RJR Nabisco)는 여러 델몬트 사업부를 매각했다. 신선 과일 사업은 폴리 펙(Polly Peck)에 매각되었다. RJR 나비스코는 델몬트 캐나다와 베네수엘라를 유지했다. 델몬트 푸즈로 알려진 나머지 식품 가공 사업부는 1989년 메릴린치(Merrill Lynch), 시티콥 벤처 캐피털(Citicorp Venture Capital) 및 키코만(Kikkoman)에 매각되었다. 키코만은 아시아(필리핀, 인도 아대륙 및 미얀마 제외)에서 델몬트 브랜드를 별도로 인수했다. 1990년에 유럽 사업부는 경영 인수 대상이 되었고 하와이안 펀치(Hawaiian Punch)는 프록터 앤 갬블(Procter & Gamble)에 매각되었다. 델몬트는 1991년에 필리핀 사업부의 일부를 매각했고 1996년에는 나머지 사업부를 매각했다. 1993년 델몬트의 말린 과일 사업부는 요크셔 푸드 그룹(Yorkshire Food Group)에 매각되었다. 1996년 델몬트는 푸딩 부문을 크래프트(Kraft)에 매각했다. 1996년 델몬트 멕시코는 힉스(Hicks), 뮤즈(Muse), 테이트 앤 퍼스트(Tate & Furst)에 매각되었다. 중미 및 카리브해 사업도 매각되었다. 텍사스 퍼시픽 그룹(Texas Pacific Group)은 1997년 델몬트를 인수했다. 델몬트는 1997년 네슬레로부터 콘타디나(Contadina)를 인수했고 1998년 나비스코로부터 델몬트 베네수엘라를 다시 인수했다. 델몬트 푸즈는 1999년에 다시 상장 회사가 되었으며, 2002년에는 미국 최대의 식품 재벌 기업인 하인즈로부터 여러 브랜드를 인수하여 하인즈 주주가 델몬트의 74.5%를 소유하고 원래 델몬트 주주가 회사의 25.5%를 소유하게 되었으며 델몬트 푸즈의 규모는 거의 세 배가 되었다. 이후 델몬트는 하인즈의 고향인 피츠버그에 있는 이스트코스트 본사를 스리 리저브 스타디움(Three Rivers Stadium) 부지의 일부에 위치한 건물에 설립했다.
델몬트는 2000년 프리미엄 감귤류 및 열대 과일 브랜드인 선프레시(SunFresh) 브랜드의 전세계 판권을 획득했다. 이듬해 3월에는 가공 과일, 채소, 토마토 및 특수 소스 제품의 S&W 브랜드의 전 세계 판권을 획득했다. .
2004년 9월 28일, 델몬트의 이전 샌프란시스코 1공장 부지가 델몬트 스퀘어로 헌정되었다. 한때 세계에서 가장 큰 과일 및 채소 통조림 공장이었다.
2006년 델몬트는 미국 영유아 급식 사업과 미국 소매 자체 상표 수프 및 그레이비 사업을 매각하고 두 개의 주요 애완 동물 브랜드를 인수하여 두 번째로 큰 애완 동물 식품 회사가 되었다. 이 회사는 2006년 4월에 수프 및 유아 급식 사업을 트리하우스 푸즈(TreeHouse Foods, Inc.)에 매각했다. 델몬트는 2006년 5월에 뮤믹스(Meow Mix)를 인수했고 그해 7월에 크래프트푸즈(Kraft Foods)의 밀크본(Milk-Bone)을 인수했다. 또한 2006년에 델몬트는 S&W 원두 라인을 패리볼트 푸즈(Faribault Foods)에 매각했다.
예방 조치로서 2007년 델몬트는 2007년 애완동물 사료 리콜로 인해 여러 브랜드의 애완동물 사료에 대한 자발적인 리콜을 선언했다.
2008년 6월, 델몬트는 해산물 사업부인 스타키스트(StarKist)를 한국 기업인 동원엔터프라이즈에 매각한다고 발표했다. 동원은 3억 6,300만 달러에 회사를 인수했다. 델몬트는 스타키스트가 더 이상 이 회사에 적합하지 않으며 애완동물 사료와 고수익 생산에 집중할 것이라고 밝혔다.
2011년 3월 8일, 회사는 콜버그 크라비스 로버츠(Kohlberg Kravis Roberts)와 피디아베어스 홀섬 푸즈(PediaBears Wholesome Foods), 베스타 캐피털 파트너스(Vestar Capital Partners) 및 센터뷰 파트너스(Centerview Partners)와 제휴한 펀드가 이끄는 투자자 그룹에 인수되었다고 발표했다. 이 주식은 2011년 3월 9일 거래가 시작되기 전에 뉴욕 증권 거래소에서 상장 폐지되었다.
2014년 2월 19일, 필리핀에 본사를 둔 식품 생산업체인 델몬트 퍼시픽 리미티드는 델몬트의 소비자 식품 사업부를 미화 16억 7,500만 달러에 인수했다. 나머지 회사는 애완 동물 사료 사업부로 구성되어 빅하트 펫 브랜즈(Big Heart Pet Brands)로 이름이 변경되었다.
2015년 델몬트 푸즈는 통조림 야채 브랜드 소유주인 새거 크리크(Sager Creek)를 인수했다. 또한 2015년에 델몬트 푸즈는 본사를 샌프란시스코에서 캘리포니아 콘트라 코스타 센터로 이전했다.
2025년 7월 2일 미국 쪽 델몬트가 파산보호를 신청했다. 정확히는 델몬트 그룹 중 미국 내 통조림을 담당하는 델몬트 푸드가 파산보호를 신청한 것이다. 델몬트 푸드는 코로나19 사태 당시 각 가정의 통조림 수요가 늘 것으로 예상하고 증산했으나  실제로는 정반대로 건강을 위한 웰빙 푸드가 대세가 되면서, 무리한 공장 증설 및 재고로 인한 지속적 대규모 적자를 보았고 결국 파산보호 신청으로 이어진 것이다. 여담으로 일부 국내 유력 언론이 "'오렌지 대명사' '국민 물병'... 델몬트, 139년만에 파산"이란 센세이셔널한 워딩을 써서 마치 델몬트 그룹이 파산한 것처럼 오해를 불러일으키기도 했는데, 아래 서술된 것처럼 한국 제휴 담당은 롯데칠성음료라 미국 통조림 사업부의 파산과는 전혀 영향이 없다.

## 같이 보기
- 롯데칠성음료
- 한국델몬트후레쉬프로듀스